# Chronologie du mouvement breton
Cet article présente la chronologie des évènements majeurs du mouvement breton.

## XVIIIesiècle
- 1752 : Première édition du Buhez ar Sent, ouvrage en breton qui décrit la vie des saints de l'Église catholique[1].
- 1791 : Fondation de l’Association bretonne par Armand Tuffin de La Rouërie, conspiration contre-révolutionnaire[2].

## XIXesiècle
- 1804 : Fondation de l'Académie celtique par Napoléon Ier, chargée de récoltés les vestiges archéologiques en rapport à la culture celtique[3].
- 1823 : Création de la première revue littéraire bretonne, Le Lycée Armoricain, à laquelle participe Émile Souvestre[4],[5].
- 1839 : Parution du Barzaz Breiz de Théodore Hersart de la Villemarqué, recueil de chants bretons[6].
- 1843 : Création de l'Association bretonne par Armand Maufras du Chatellier et Jules Rieffel[7].
- 1854 : Interdiction de l'Association bretonne[8],[note 1].
- 1865 : Création de Feiz ha Breiz, premier hebdomadaire en breton[10].
- 1870 : Le barde Charles de Gaulle (Barz Charlez Bro C'hall), oncle du futur général, transmet au gouvernement une pétition pour l'enseignement des langues régionales[11]. Fondation de la Revue celtique[12].
- 1873 : Reconstitution de l'Association bretonne qui retrouve son président-fondateur, Jules Rieffel[8].
- 1889 : Création de la revue littéraire L'Hermine par Louis Tiercelin, Ernest Renan et Paul Ladmirault[13].
- 1894 : Première association de Bretons de Paris indépendante des œuvres de charité de l'Église catholique romaine. Parmi les fondateurs, le futur chansonnier Léon Durocher[14].
- 1898 : Fondation de l'Union Régionaliste Bretonne (URB)[7].

## XXesiècle
- 1911 : Fondation de la Fédération régionaliste de Bretagne[15].
- 1931 : Fondation du Parti national breton (PNB)[16].
- 1947 : Publication par Yann Fouéré d'une brochure avec l'aide du Plaid Cymru dans laquelle il cherche à réhabiliter le mouvement breton après les actions pendant la Seconde Guerre mondiale[16].
- 1950 : Fondation du Comité d'étude et de liaison des intérêts bretons (CELIB) pour le développement économique de la Bretagne[17].
- 1957 : Création du Mouvement pour l’Organisation de la Bretagne (MOB) par Yann Fouéré[18].
- 1964 : Création de l’Union démocratique bretonne (UDB)[19].
- 1972 : Mise en place de la loi de régionalisation donne plus de compétences aux établissements publics régionaux[20].

- 1973 : Strollad Ar Vro présente 32 candidats aux législatives de mars et l'UDB en présente cinq[21],[22]. Organisation d'un colloque Bretagne et autogestion les 23 et 24 juin 1973 à Mûr-de-Bretagne[23].

- 1977 : Création de la première école Diwan avec enseignement de la langue bretonne[24]. Signature de la charte culturelle bretonne, qui engage l’État à verser, chaque année, 4,5 millions de francs afin de soutenir l’enseignement et la diffusion de la langue, culture et patrimoine breton[25]. L’UDB comptabilise 35 conseillers municipaux[26]. Le Parti socialiste met en place une structure de coordination et de réflexion régionale, le BREIS (Bureau régional d’études et d’information socialiste), participait au Front culturel progressiste breton[26].
- 1978 : Le Peuple breton, journal de l'UDB, tire à 15000 exemplaires[26].

- 1979 : Fondation du Strollad pobl vreizh (SPV), premier parti ouvertement indépendantiste après la seconde guerre mondiale[27]. Publication du « Plan Alter Breton », document destinant à prouver la capacité de la Bretagne à être autonome en énergie[28].
- 1980 : L'UDB comptabilise 35 conseillers municipaux et revendique près de 2000 adhérents[26].

- 1982 : Création de l’Institut culturel de Bretagne[29]. Création de classes bilingues publiques (réseau Div Yezh)[29]. Création d'une licence de breton[26].
- 1984 : Fondation du parti Frankiz Breizh après une scission de l'Union démocratique bretonne et des fédérations de Brest et du Léon en [30].
- 1985 : Mise en place d'un CAPES de breton[26].
- 1989 : Création d'un DEUG de breton[26].

- 1990 : Filière similaire dans l'enseignement catholique, sous le nom de Dihun[29].

## XXIesiècle
- 2004 : Le CUAB devient Bretagne réunie[31].
- 2004 ː Des membres de l'UDB sont élus au conseil régional de Bretagne[32].
- 2007 : Le parti Frankiz Breizh se dissous et rejoint l'UDB[33].

- 2012 : Paul Molac, ancien président du conseil culturel de Bretagne institutionnel, est élu député depuis les élections législatives de 2012[34]

- 2014 : Entre 13 000 et 40 000 personnes défilent dans les rues de Nantes au nom de la réunification de la Bretagne[note 2].
- 2021 : Reformation du Parti National Breton[36]. Ses adhérents prônent un nationalisme d’inspiration néonazie, raciste, antisémite et homophobe[37],[38],[39],[40].

- 2022 : Le Parti Breton présente 32 candidats pour les élections législatives[41].